# Casimir van Bytom
Casimir van Bytom (circa 1253/1257 – 10 maart 1312) was van 1282 tot 1284 hertog van Opole en van 1284 tot aan zijn dood hertog van Bytom. Hij behoorde tot de Silezische tak van het huis der Piasten.

## Levensloop
Casimir was de tweede zoon van hertog Wladislaus I van Opole en diens echtgenote Euphemia van Groot-Polen, dochter van hertog Wladislaus Odonic. In 1264 werd hij door koning Ottokar II van Bohemen tot ridder geslagen.
Na het overlijden van zijn vader erfde hij in 1282 het hertogdom Opole met zijn broer Bolko I als medeheerser. In 1284 beslisten ze hun gezamenlijke domeinen te verdelen, waarbij Casimir de districten Bytom, Cosel, Tost, Gleiwitz en Siewierz kreeg.
Eind jaren 1280 ondersteunde hij samen met zijn broers Mieszko I en Przemysław de bisschop van Breslau in diens conflict met hertog Hendrik IV van Silezië, terwijl zijn broer Bolko onverwacht Hendrik IV steunde. Op 10 januari 1289 was hij de eerste Silezische hertog die koning Wenceslaus II van Bohemen als leenheer huldigde, een voorbeeld dat kort daarna door zijn broer Mieszko en Przemysław werd gevolgd. De volgende jaren bleef hij een trouwe bondgenoot van Wenceslaus II in diens Poolse politiek, wat hem echter geen directe voordelen bracht. In 1303 stond hij het district Tost af aan zijn zoon Bolesław, terwijl hij het district Cosel aan zijn zoon Wladislaus.
Na het uitsterven van het huis Přemysliden in 1306 beëindigde Casimir zijn vazalliteit onder de Boheemse kroon. Vanaf dan was hij een dichte bondgenoot van de Poolse koning Wladislaus de Korte. Het huwelijk van zijn dochter Maria met koning Karel I Robert van Hongarije verhoogde het prestige van zowel Casimir als zijn hertogdom. In de interne politiek schonk Casimir vele privileges aan de Rooms-Katholieke Kerk. Als uitbater van de zilvermijnen van Bytom verwierf hij hoge inkomsten, die hij gebruikte om in Bytom en omringende steden kastelen van aanzienlijke grootte te bouwen.
In 1312 stierf Casimir, waarna hij mogelijk werd bijgezet in het klooster van Czarnowanz.

## Huwelijk en nakomelingen
Tussen 1275 en 1278 huwde hij met Helena (overleden in 1323), wier afkomst onbekend is. Door historici wordt verondersteld dat ze een dochter was van koning Leo I van Galicië of van grootvorst Sjvarn van Litouwen. Ze kregen volgende kinderen:
- Bolesław (1276/1278-1329), hertog van Tost en aartsbisschop van Esztergom
- Wladislaus (1277/1283-1352), hertog van Bytom
- Ziemovit (1292-1342), hertog van Bytom en Gleiwitz
- Maria (1295-1317), huwde in 1306 met koning Karel I Robert van Hongarije
- George (1300-1327), hertog van Bytom
- Mieszko (1305-1344), hertog van Siewierz